# Institut Jacques Delors
Notre Europe - Institut Jacques Delors, anciennement Notre Europe, est un institut de recherche et think tank européen fondé par Jacques Delors en 1996, à la fin de sa présidence de la Commission européenne.
L'Institut dispose également depuis 2017 d'un organisme de formation destiné à la jeunesse, l'Académie Notre Europe.

## Histoire
Le 27 juin 1996, après dix ans passés à la tête de la Commission européenne, Jacques Delors, motivé par Felipe Gonzalez et Helmut Kohl, fonde officiellement Notre Europe, un think tank tourné vers les questions européennes. Son premier président est Jacques Delors, sa première secrétaire générale Christine Verger.
Le 15 octobre 2012, Notre Europe devient Notre Europe - Institut Jacques Delors.
L'Institut se dote par la suite de deux « sœurs » : le Centre Jacques Delors, créé en 2014 et basé à Berlin, et Europe Jacques Delors, créé en 2020 et basé à Bruxelles. Les trois instituts de recherche partagent une même devise : « Penser l'Europe, Thinking Europe, Europa denken ».

## Missions
L'Institut Jacques Delors est un organisme de réflexion sur la thématique de l'Union européenne. Les sujets qu'il traite sont de nature politique, économique ou sociétale. Un communiqué de presse, publié lors de sa création, déclare que l'Institut  « aura pour but l'étude, la recherche et la formation sur l'Europe, son passé, ses civilisations, sa marche vers l'unité et ses perspectives d'avenir ».
Les travaux de l'Institut Jacques Delors se concentrent principalement sur la recherche, la production de propositions et d'analyses destinées aux décideurs européens et aux citoyens, dans l'optique de contribuer aux débats européens majeurs tout en soutenant la vision politique européenne de Jacques Delors.
Pour cela, les chercheurs de l'Institut Jacques Delors produisent régulièrement des publications gratuites et librement consultables sur leur site web. Leurs travaux sont regroupés en six thématiques clés :
- Démocratie et citoyenneté
- Droit et institutions
- Europe dans le monde
- Économie et finance
- Énergie et climat
- Travail et affaires sociales

## Organisation

### Instances et organisation administrative
Les instances de l'Institut Jacques Delors sont composées de hautes personnalités européennes d’horizons variés. Son conseil des garants assure la promotion de ses intérêts moraux et financiers. Son conseil d'administration est responsable de la gestion et de l’impulsion de ses travaux. Son comité européen d'orientation se réunit une fois par an afin de débattre des sujets fondamentaux pour l'avenir de l’Union européenne.
Le directeur de l'Institut coordonne une équipe composée d’une quinzaine de membres.

#### Jacques Delors Energy Centre
Fondé en 2018 par Thomas Pellerin-Carlin, le Jacques Delors Energy Centre (JDEC) est un organe de recherche consacré aux questions liées à l'énergie et la transition énergétique en Europe. Il est aujourd'hui dirigé par Camille Defard, chercheuse en politique européenne de l’énergie.

#### Centre Grande Europe
Lancé en novembre 2022 suite aux candidatures de l'Ukraine et de la Moldavie à l'adhésion à l'Union européenne, et avec le soutien de Laurence Boone, le centre Grande Europe se concentre principalement sur les thématiques de l'élargissement de l'Union européenne et de la politique des pays balkaniques. Il est dirigé par Lukáš Macek, directeur du campus de Dijon de Sciences Po Paris.

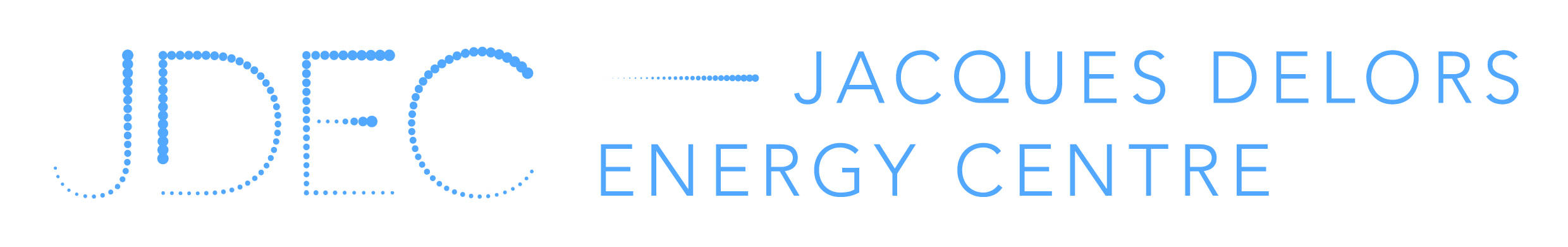
Logo du Jacques Delors Energy Centre (JDEC)
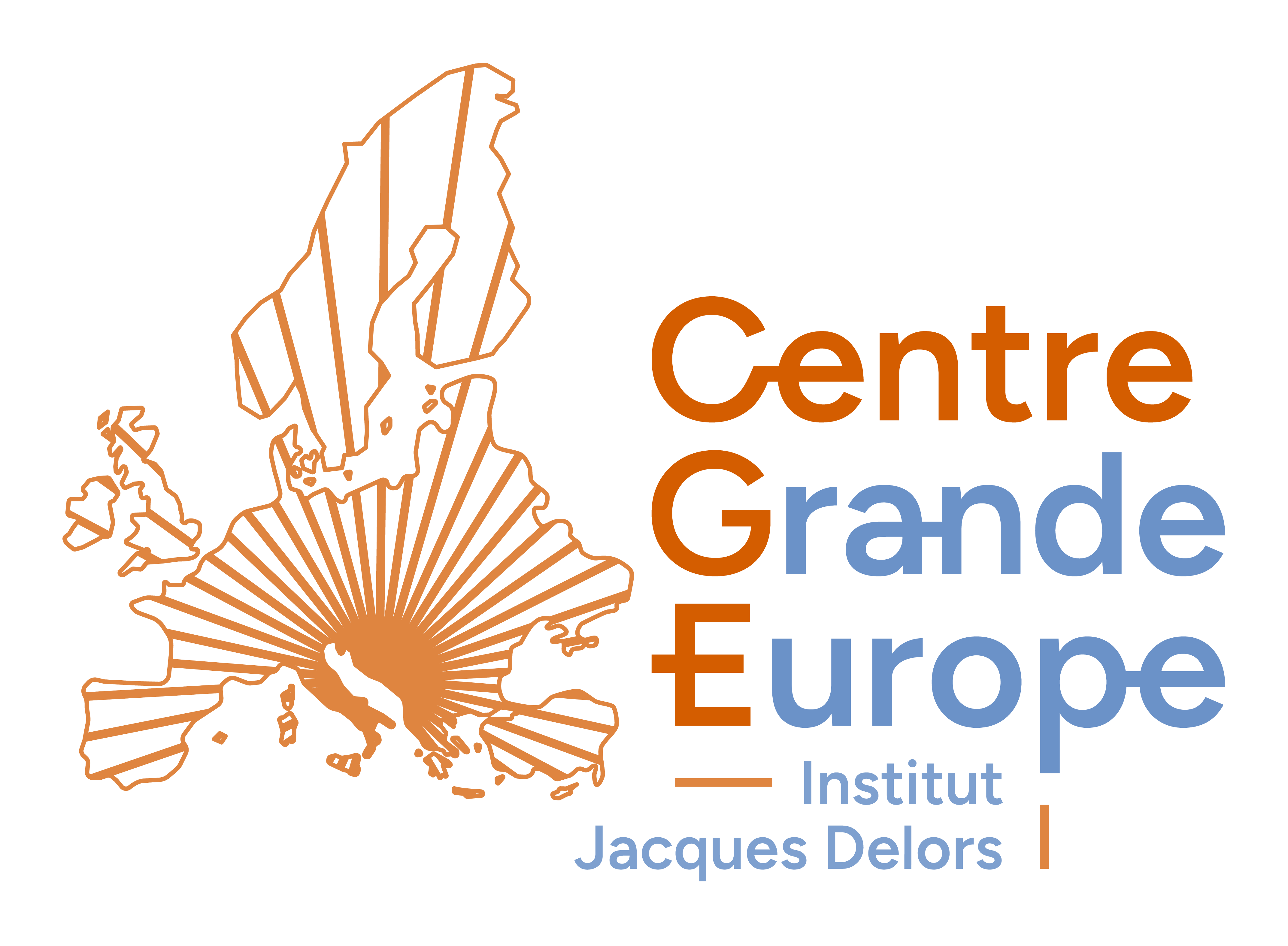
Logo du centre Grande Europe

### Présidence
| Période   | Président              | Nationalité |
| --------- | ---------------------- | ----------- |
| 1996-2004 | Jacques Delors         | France      |
| 2004-2005 | Pascal Lamy            | France      |
| 2005-2010 | Tommaso Padoa-Schioppa | Italie      |
| 2010-2016 | António Vitorino       | Portugal    |
| 2016-     | Enrico Letta           | Italie      |

### Direction

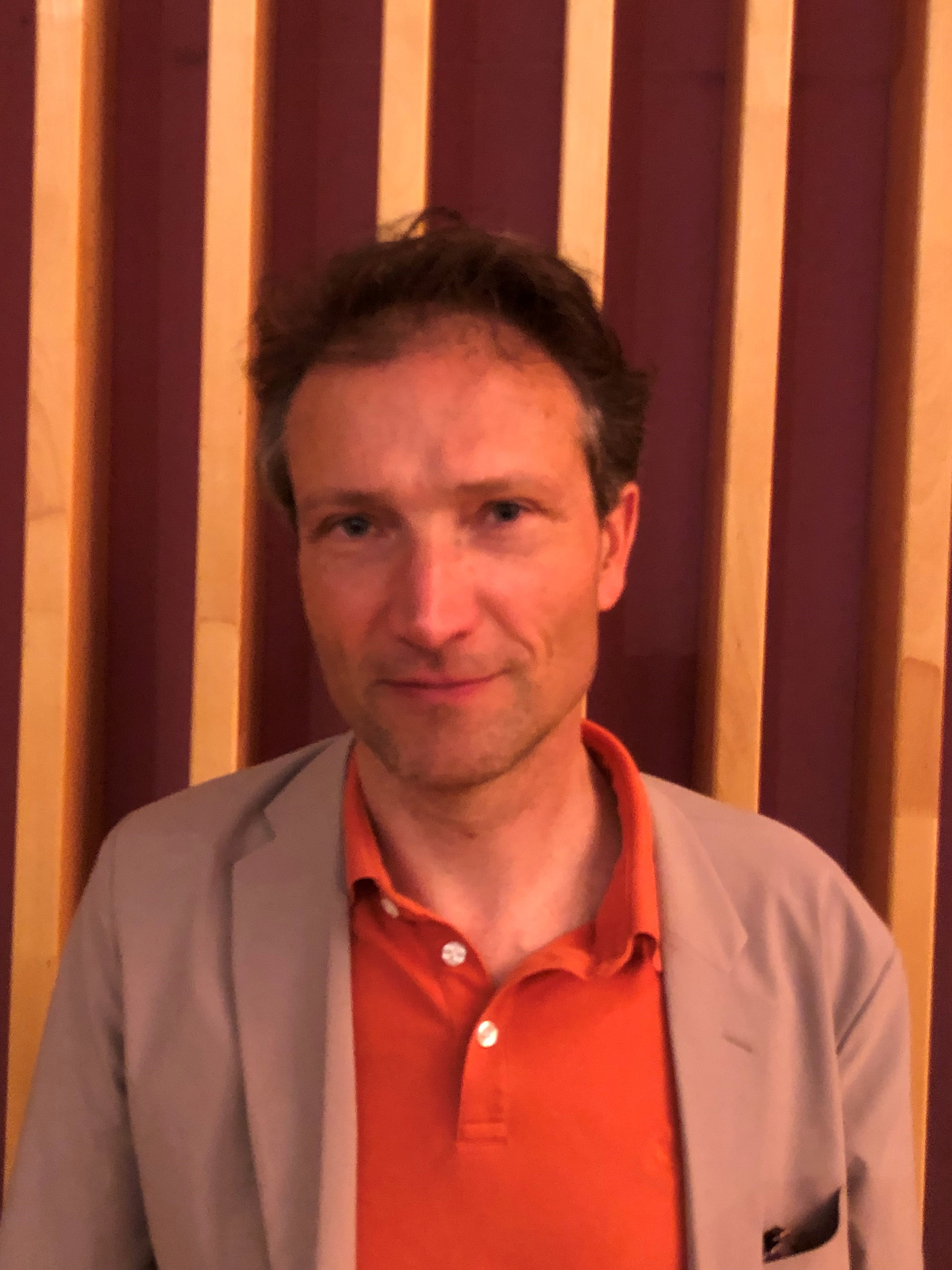
Sébastien Maillard en juillet 2025 (directeur de l'institut de 2017 à 2023)

| Période   | Personnalité          | Titre              |
| --------- | --------------------- | ------------------ |
| 1996-1999 | Christine Verger      | Secrétaire général |
| 1999-2004 | Jean Nestor           | Secrétaire général |
| 2004-2011 | Gaëtane Ricard-Nihoul | Secrétaire général |
| 2011-2017 | Yves Bertoncini       | Directeur          |
| 2017-2023 | Sébastien Maillard    | Directeur          |
| 2023-     | Sylvie Matelly        | Directeur          |

## Académie Notre Europe

Logo de l'Académie Notre Europe (ANE)

### Présentation
L'Académie Notre Europe (ANE) est un organisme de formation, rattaché à l'Institut Jacques Delors. Celui-ci a pour but la formation et l'orientation des jeunes aux affaires européennes. Créé en 2017, à l'initiative de l'homme d'État italien Enrico Letta, l'Académie accueille chaque année à Paris une nouvelle promotion composée d'une centaine de membres issus de tous les pays de l'Union européenne,. La langue de travail est le français et la formation dispensée est gratuite,. Sa directrice actuelle est Sofia Fernandes.

### Modèle pédagogique
L'Académie Notre Europe est un parcours civique qui se centre autour de trois volets : une formation fortement spécialisée autour de thématiques transversales, l'objectif étant de former des « futurs leaders européens » ; les rencontres et l'accès à un réseau de personnalités des milieux professionnels européens ; l'engagement sur les sujets européens, et à travers des coopérations avec des initiatives telles que « cette fois je vote » du parlement européen.
Le modèle pédagogique de l'Académie s'articule autour de « sessions » qui se déroulent un vendredi par mois au cours d'une année à Paris, mais comprenant également des « sessions hors-les-murs » dans d'autres villes européennes, telles que Bruxelles, Strasbourg, Rome et Berlin,. Ces sessions comprennent des conférences, des rencontres, des déjeuners-débats, des cafés-culture, des ateliers, ainsi que des voyages d’études,.

### Promotions
Chaque promotion de l'Académie se dote d'un nom. L'Association des alumni de l'Académie rassemble les anciens membres, et accompagne le développement de l'Académie, menant également des projets dans le cadre du Forum de Paris sur la paix, de la COP 24 sur le climat, et du European Youth Forum.
| Année     | Nom            | Nombre de participants |
| --------- | -------------- | ---------------------- |
| 2017-2018 | Campidoglio    | 28                     |
| 2018-2019 | Simone Veil    | 38                     |
| 2019-2020 | Oleg Sentsov   | 48                     |
| 2020-2021 | Robert Schuman | 66                     |
| 2021-2022 | David Sassoli  | 69                     |
| 2022-2023 | Louise Weiss   | 102                    |
| 2023-2024 | Jacques Delors | 103                    |

### Agora européenne

#### 2019: Budapest
En juillet 2019, l'Académie Notre Europe et l'Institut Jacques Delors, en coopération avec leurs partenaires européens, organisent à Budapest la « Budapest European Agora » , un rassemblement réunissant des jeunes citoyens européens avec des responsables politiques et des chercheurs afin de dialoguer et d'échanger au sujet des défis auxquels l'Union européenne est confrontée, dans le cadre d'un exercice démocratique. Cette première édition, sur le thème de l'identité et de la démocratie, rassemble 126 jeunes européens et des personnalités telles que Pascal Lamy, Enrico Letta, Carlos Moedas, Pierre Moscovici, Tibor Navracsics, Kati Piri, Romano Prodi ou Bruno Stagno Ugarte.

#### 2024: Lisbonne
En juillet 2024, une nouvelle édition de l'Agora européenne, intitulée la « Jacques Delors Agora » en hommage à Jacques Delors, prend place à Lisbonne. Cette deuxième édition, qui a réuni pendant quatre jours près de 130 jeunes de 30 nationalités différentes, aborde les priorités européennes au travers de nombreuses thématiques clés comme le réchauffement climatique, les échanges commerciaux, la défense européenne ou encore les enjeux migratoires,, avec des invités tels que Maroš Šefčovič, Didier Reynders, Anna Lührmann, Laurence Boone et le Président de la République portugaise, Marcelo Rebelo de Sousa.